# Sokráki
Sokráki (Sokraki) är en ort i Grekland.   Den ligger i prefekturen Nomós Kerkýras och regionen Joniska öarna, i den västra delen av landet, 400 km nordväst om huvudstaden Aten. Sokráki ligger 456 meter över havet och antalet invånare är 254. Den ligger på ön Korfu.
Terrängen runt Sokráki är kuperad norrut, men söderut är den platt. Sokráki ligger uppe på en höjd. Närmaste större samhälle är Korfu, 15,2 km sydost om Sokráki. 